# Nový Svet
Nový Svet es un municipio del distrito de Senec en la región de Bratislava, Eslovaquia, con una población estimada a final del año 2024 de 101 habitantes.
Se encuentra ubicado al sureste de la región, en el valle del río Morava y cerca de la frontera con la región de región de Trnava y con Austria.

## Demografía
| Año        | 1994 | 2004 | 2014     | 2024     |
| ---------- | ---- | ---- | -------- | -------- |
| Población  | 0    | 59   | 86       | 101      |
| Diferencia |      | –    | +45,76 % | +17,44 % |

| Año        | 2023 | 2024    |
| ---------- | ---- | ------- |
| Población  | 102  | 101     |
| Diferencia |      | −0,98 % |